# Medvekuszkusz

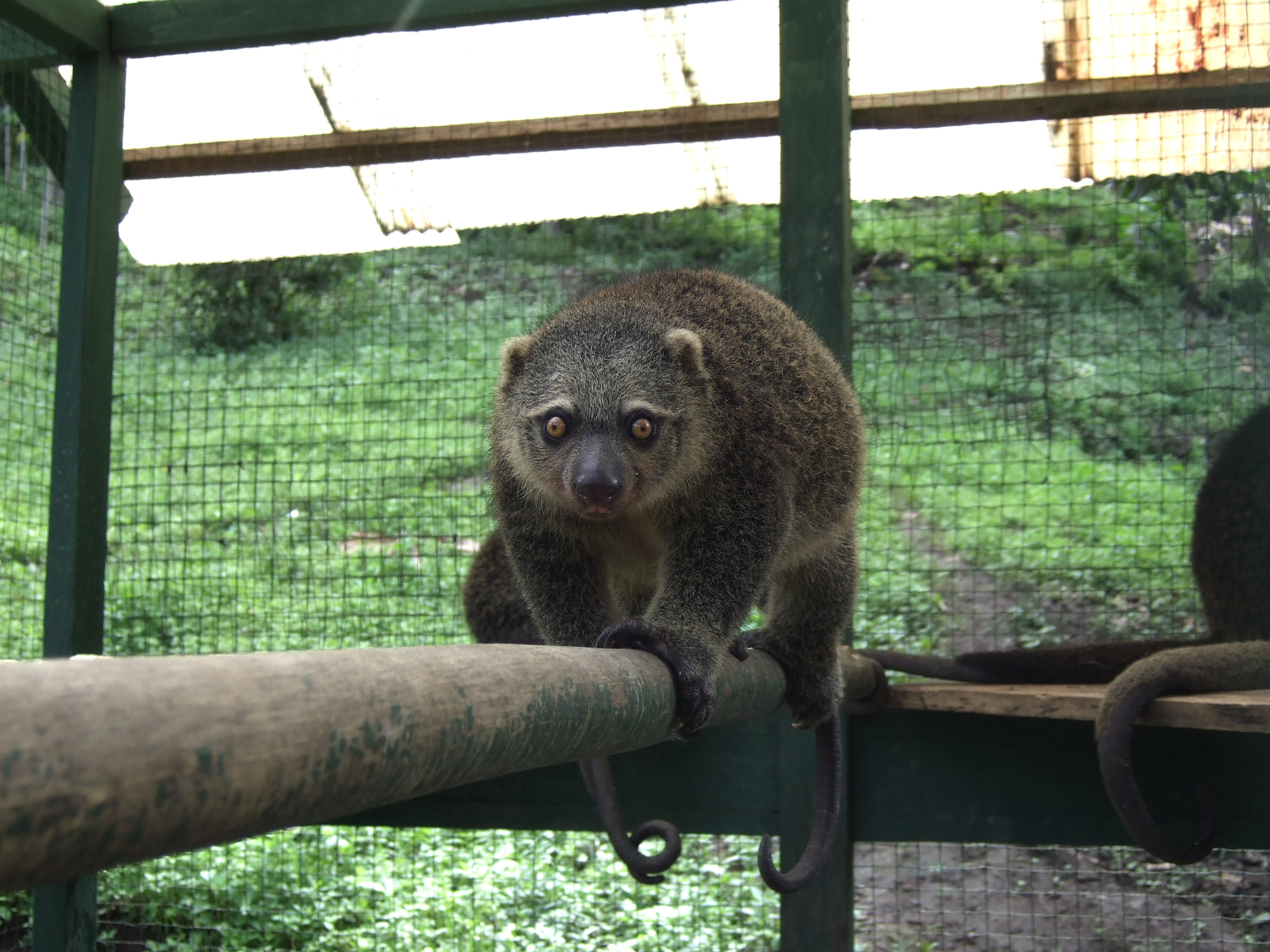

A medvekuszkusz (Ailurops ursinus) az emlősök (Mammalia) osztályának a Diprotodontia rendjébe, ezen belül a kuszkuszfélék (Phalangeridae) családjába tartozó faj.
Sokáig az Ailurops nem egyetlen fajaként tartották számon, egészen az Ailurops melanotis faj 2003-as önálló fajjá elismeréséig. Ezt a fajt korábban csak a medvekuszkusz Talaud-szigeti alfajaként tartották számon.
A medvekuszkusz és közeli rokona a kuszkuszfélék családjának legősibb jegyeit viseli. Emiatt a többi fajtól eltérően önálló alcsaládba sorolják őket, az Ailuropinae alcsaládba, melyet 1987-ben hoztak létre számukra. A többi kúszóerszényestől viszonylag távol, csak Celebesz szigetén és a környező szigeteken élnek és emiatt elszigetelődve a többi fajtól önálló fejlődési irányban fejlődtek tovább. Az összes erszényes közül csak az Ailurops nem két faja él és a távolabbi rokon Strigocuscus nem két faja él a Wallace-vonaltól nyugatra, így ezek az egyetlen Ázsiában előforduló erszényesek.

## Elterjedése, élőhelye
A medvekuszkusz egyetlen ország területén Indonéziában él, ott is kizárólag Celebesz szigetén, valamint a környező szigeteken, így Peleng, Muna, Butung szigetén és a Togian-szigeteken honos, az ottani sűrű esőerdőkben él.

## Alfajai
- Ailurops ursinus flavissimus
- Ailurops ursinus furvus
- Ailurops ursinus togianus
- Ailurops ursinus ursinus

## Megjelenése
A medvekuszkusz az egyik legnagyobb testű kuszkusz faj, fej-törzs-hossza 56-61 centiméter, farokhossza ugyanakkora.
Testét sűrű, pelyhes tapintású feketés, sötétszürke szőrzet fedi. 
Nagy szemén kívül feltűnő jellegzetessége a hátulsó kétharmadán teljesen csupasz farok. A faroknak e csupasz vége az ágakon való kapaszkodást szolgálja, felülete kifejezetten érdes. 
A névadó medvékre emlékeztető tulajdonságai – viszonylag nagy méretén kívül – rövid bajuszszőrei és rövid, kerek a bundából alig kiálló fülei.

## Életmódja
Mint a többi kúszóerszényes faj, a medvekuszkusz is elsősorban fákon élő állat. Élőhelyét sűrű trópusi síksági és alacsony hegyvidéki esőerdők alkotják.
A többi kuszkuszfajtól eltérően nem magányosan élő állat. Párokban vagy három-négy egyedből álló csoportokban él. 
Életmódját a többi fajtól eltérően nem a napszak határozza meg. A medvekuszkusz-egyedek életvitele nagyban különbözik, vannak inkább nappal táplálkozók és vannak, melyek inkább éjszaka néznek táplálék után. A nap jelentős részében azonban pihenőhelyükön alszanak. A medvekuszkusz ugyanis – más elsősorban növényevő fán élő emlősökhöz, így a lajhárokhoz vagy a koalához hasonlóan – a táplálékból nyerhető csekély energiamennyiséget úgy kompenzálja, hogy nagyon lassú az anyagcseréje, emiatt életmódja nagyon lelassult.
Táplálékának legnagyobb részét levelek alkotják. Néha kiegészítésképp virágokat és gyümölcsöket is fogyaszt.

## Szaporodása
Rejtett életmódja miatt szaporodási szokásai csak kis részben ismertek. A nőstény évente egyszer – ritkábban kétszer – egyetlen utódot hoz a világra. A vemhesség, mint minden kuszkusznál, ennél a fajnál is rövid. A végén egy rizsszemnyi utód mászik az előre nyíló erszénybe, ahol rátapad egy-egy csecsbimbóra. A fiatal kuszkusz fejlődése az erszényben folytatódik tovább, ahonnan csak nyolc hónap múlva merészkedik ki először. Ezután még tovább is maradhat az anyával.

## Természetvédelmi helyzete
A faj Indonéziában védett állatnak számít. Ennek ellenére húsa miatt helyenként vadásznak rá, de fő veszélyeztető tényezője az erdőirtás.
Pontos veszélyeztetettségét rejtőzködő életmódja miatt nehéz pontosan meghatározni. A Természetvédelmi Világszövetség Vörös Listáján a „sérülékeny” kategóriába van besorolva.
Ritkasága és rendszertanilag fontos helye ellenére állatkertekben nagyon ritka faj, Indonézián kívül nem nagyon tartják fogságban sehol, de a Berlini Állatparkban él belőlük egy nagyobb csapat.

## Fordítás
- Ez a szócikk részben vagy egészben  a   Bärenkuskus című német Wikipédia-szócikk ezen változatának fordításán alapul.  Az eredeti cikk szerkesztőit annak laptörténete sorolja fel. Ez a jelzés csupán a megfogalmazás eredetét és a szerzői jogokat jelzi, nem szolgál a cikkben szereplő információk forrásmegjelöléseként.